# Krugersdorp
Krugersdorp é uma cidade mineira no West Rand da Província de Gauteng, África do Sul. A sua população é de aproximadamente 290 000 pessoas (em 2001). Foi fundada em 1887 por Marthinus Pretorius, recebendo o nome Cidade de Kruger em homenagem a Paul Kruger.
Aparte do ouro, manganês, ferro, asbesto e calcário são explorados na zona. Este é o lugar da reunião de dezembro de 1880 na qual mais de 6.000 homens votaram para lutar pela independência do Transvaal. Quando se descobriu ouro em Witwatersrand, surgiu a necessidade de um povoado maior ao oeste do filão. O governo comprou parte da granja Paardekraal e nomeou o novo povo com o nome do presidente do Transvaal Paul Kruger. Os britânicos construíram um campo de concentração ali durante a Segunda Guerra dos Bôeres para encerrar às mulheres e meninos bôeres.
Em 1952 a West Rand Consolidated Mine foi a primeira do mundo em extrair urânio como subproduto do processo de refinamento do ouro.
Krugersdorp já não tem um governo municipal separado e a sua municipalidade se fez parte da municipalidade da cidade de Mogale, junto a outras localidades circundantes.

## Pessoas notáveis
- Mmusi Maimane